# Великие курганы Уппсалы
Великие курганы Уппсалы или Королевские курганы (др.-сканд. Uppsala Haugr, швед. Kungshögarna) — это комплекс курганов (около 800) к юго-западу от Старой Уппсалы (Швеция). Захоронения принадлежат племени свеев.

## Устройство
Согласно древнескандинавской традиции умершего конунга вместе с его оружием и имуществом, сжигали на костре, дабы всепоглощающая сила костра помогла ему перенестись в Вальхаллу.
Снорри Стурлусон в своем труде «Круг земной» связывал появление этого обычая с именем Одина:
Один ... постановил, что всех умерших надо сжигать на костре вместе с их имуществом. Он сказал, что каждый должен прийти в Вальхаллу с тем добром, которое было с ним на костре, и пользоваться тем, что он сам закопал в землю. А пепел надо бросать в море или зарывать в землю, а в память о знатных людях надо насыпать курган, а по всем стоящим людям надо ставить надгробный камень. ... Люди верили тогда, что, чем выше дым от погребального костра подымается в воздух, тем выше в небе будет тот, кто сжигается, и он будет тем богаче там, чем больше добра сгорит с ним.
Температура костра могла достигать 1500 °C. Оставшееся пепелище последовательно накрывали булыжниками, слоем гравия и песка и наконец тонким слоем дёрна.

## Три кургана

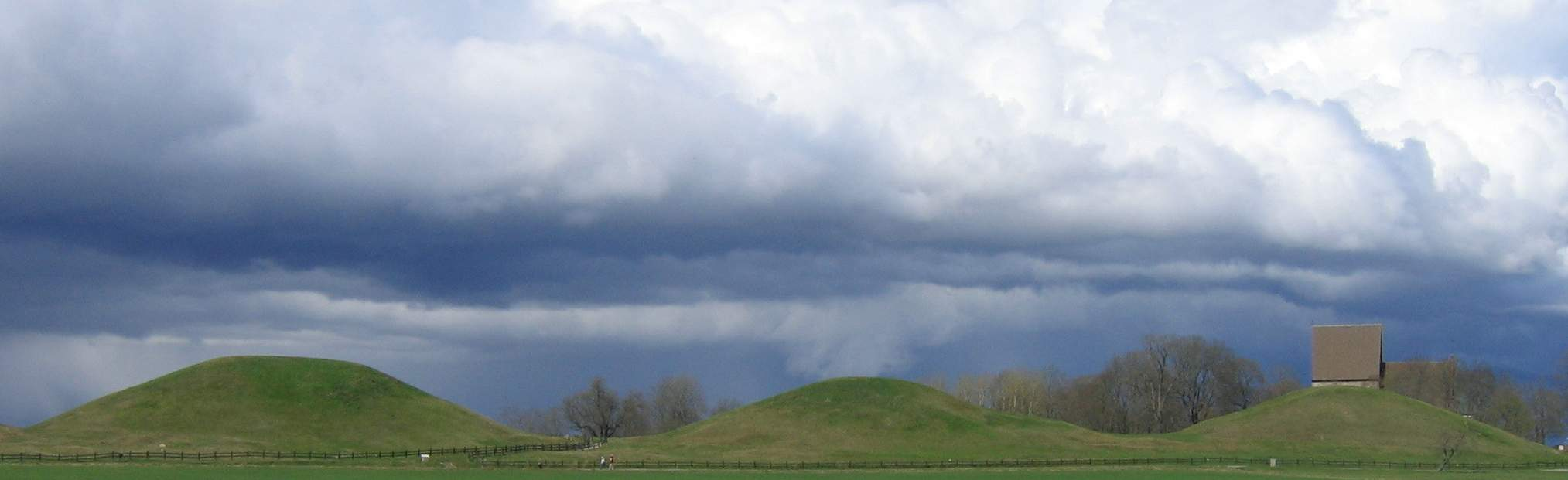
Три «королевских кургана» в Старой Уппсале

Центральным элементом объекта являются «королевские курганы» — три самых больших кургана. Они датируются V-VI веком и являются древнейшим символом Швеции.
Согласно древним мифам и фольклору в трёх самых крупных курганах лежат два самых важных в скандинавской мифологии аса: Тор, Один и один из ванов — Фрейр. В XIX—XX вв. существовало мнение, что в них захоронены останки легендарных конунгов свеев VI века из династии Инглингов — Аун Старый, Эгиль и Адильс, и курганы носили, соответственно, название: Курган Ауна, Курган Эгиля и Курган Адильса. Сегодня их название определяется географически, соответственно: Восточный курган, Западный курган и Средний курган.

### Восточный курган
В 1830-х годах некоторыми учёными было высказано предположение, что курганы являются природными образованиями. Эта точка зрения не могла быть принята королевским домом Швеции, и будущий король Карл XV принял решение положить конец подобным дискуссиям, начав раскопки. Раскопки были поручены генеральному директору национальных архивов Брору Эилю Хильдебранду.
В 1846 раскопки начались на девятиметровом восточном кургане. Они продлились до 1847 года. Двадцатипятиметровый туннель был вырыт в каирне, где были найдены глиняный горшок с обуглившимися костями и остатки обуглившихся подношений вокруг него.
Среди прочего в восточном кургане были найдены многочисленные фрагменты бронзовых панелей с танцующими воинами с копьём, вероятно, украшавшие шлем Вендельского периода, типичного для Уппланда (единственным аналогом которого является шлем из Саттон-Ху). Также было найдено золото, вероятно, украшавшее скрамасакс или пояс. Также в подношениях были несколько стеклянных кубков, хнефатафл, гребень и оселок.
Большинство учёных согласились, что курган принадлежит женщине или молодому мужчине и женщине, но так как Хильдебранд перезахоронил большинство из останков, эту неоднозначность могут разрешить только повторные раскопки. Бесспорным является лишь, что курган принадлежит члену королевской семьи.

### Западный курган

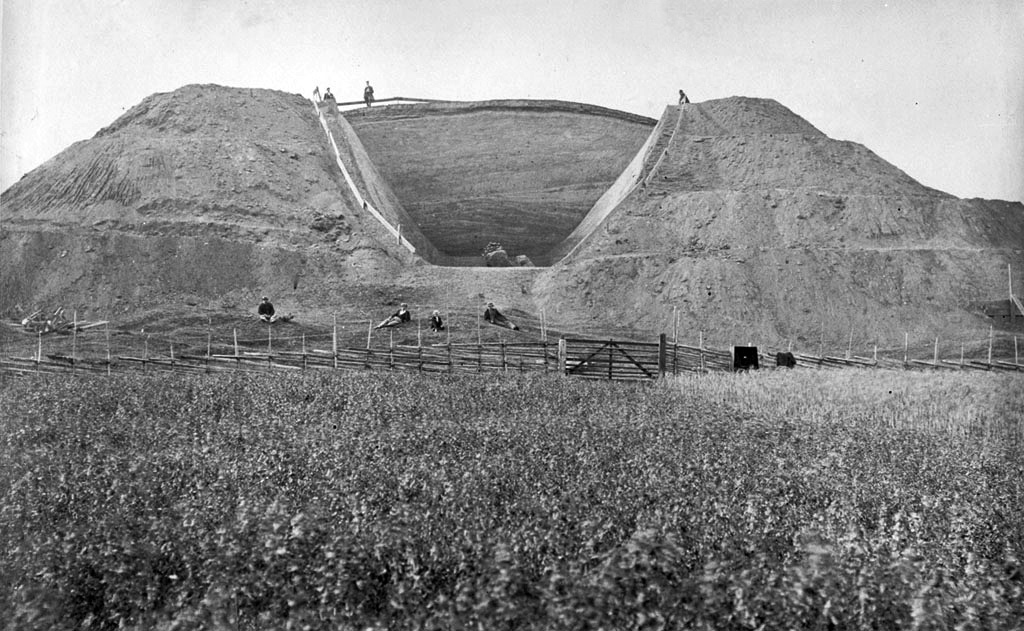
Раскопки 1874 года.

С 1873 по 1874 год Хильдебранд проводил раскопки двенадцатиметрового западного кургана, вырыв огромную шахту прямо посередине каирна. Под слоем булыжников также были обнаружены обуглившиеся останки погребального костра.
В западном кургане были обнаружены останки мужчины и животных (вероятно для еды во время путешествия), а также военное снаряжение. Роскошное оружие и другие предметы, как местного производства, так и привозные, свидетельствуют о влиятельности умершего. Хозяин кургана был одет в дорогие одежды из франкских тканей с золотой нитью и опоясан поясом с роскошной пряжкой. Находки в кургане включали в себя франкский меч украшенный золотом и гранатами, настольную игру с римским железными пешками и четыре камеи со Среднего Востока (вероятно, части шкатулки). Эти находки свидетельствуют об обширных торговых связях населения Уппланда VI века.

## Галерея

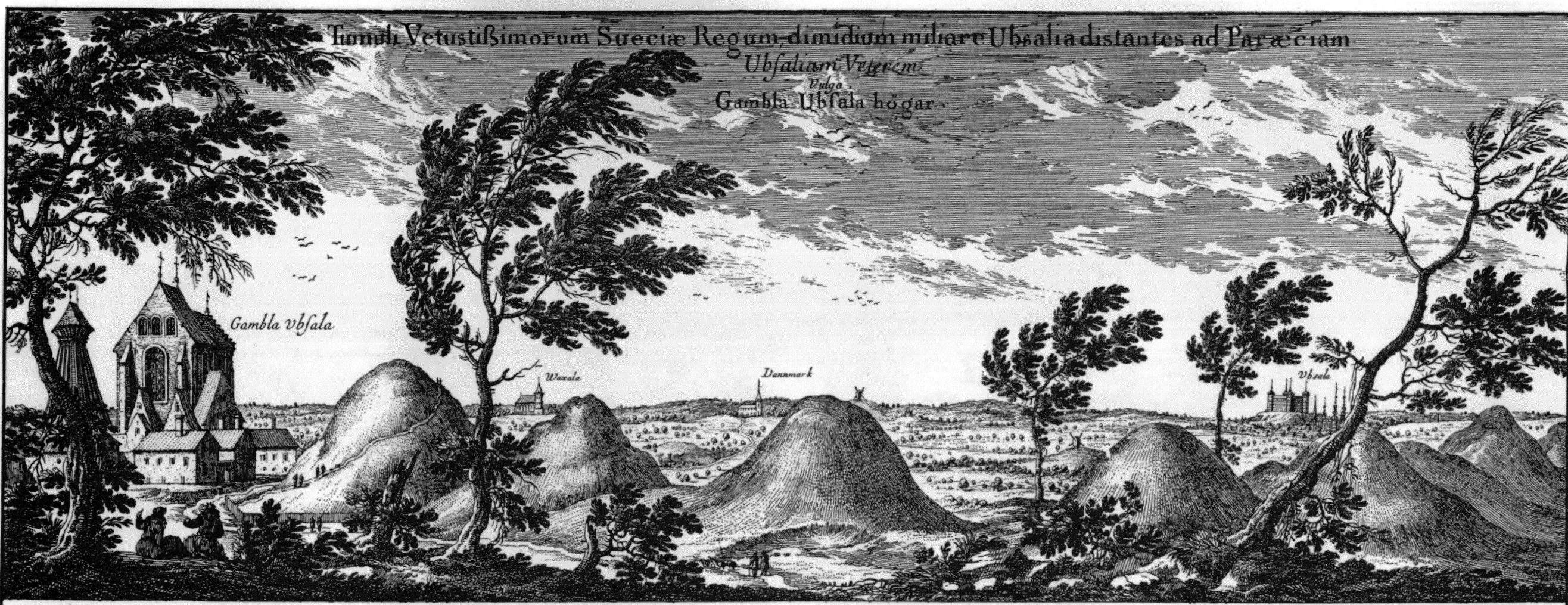
Королевские курганы из трактата Suecia Antiqua et Hodierna (~1700 год).
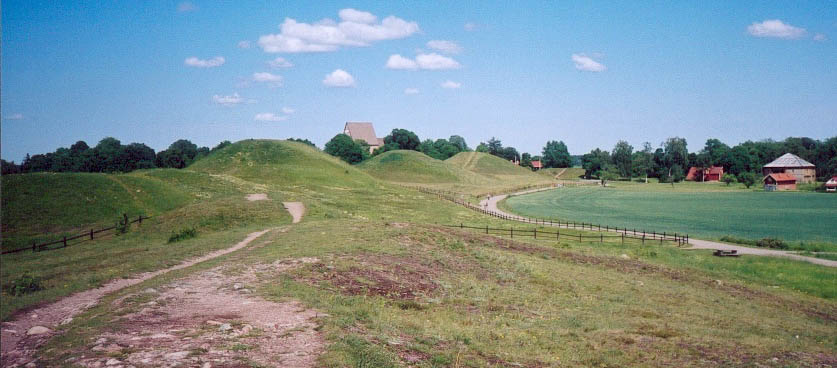
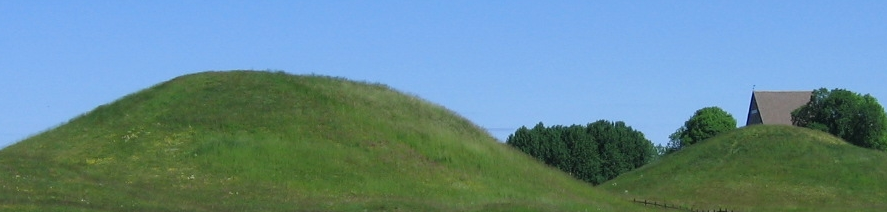
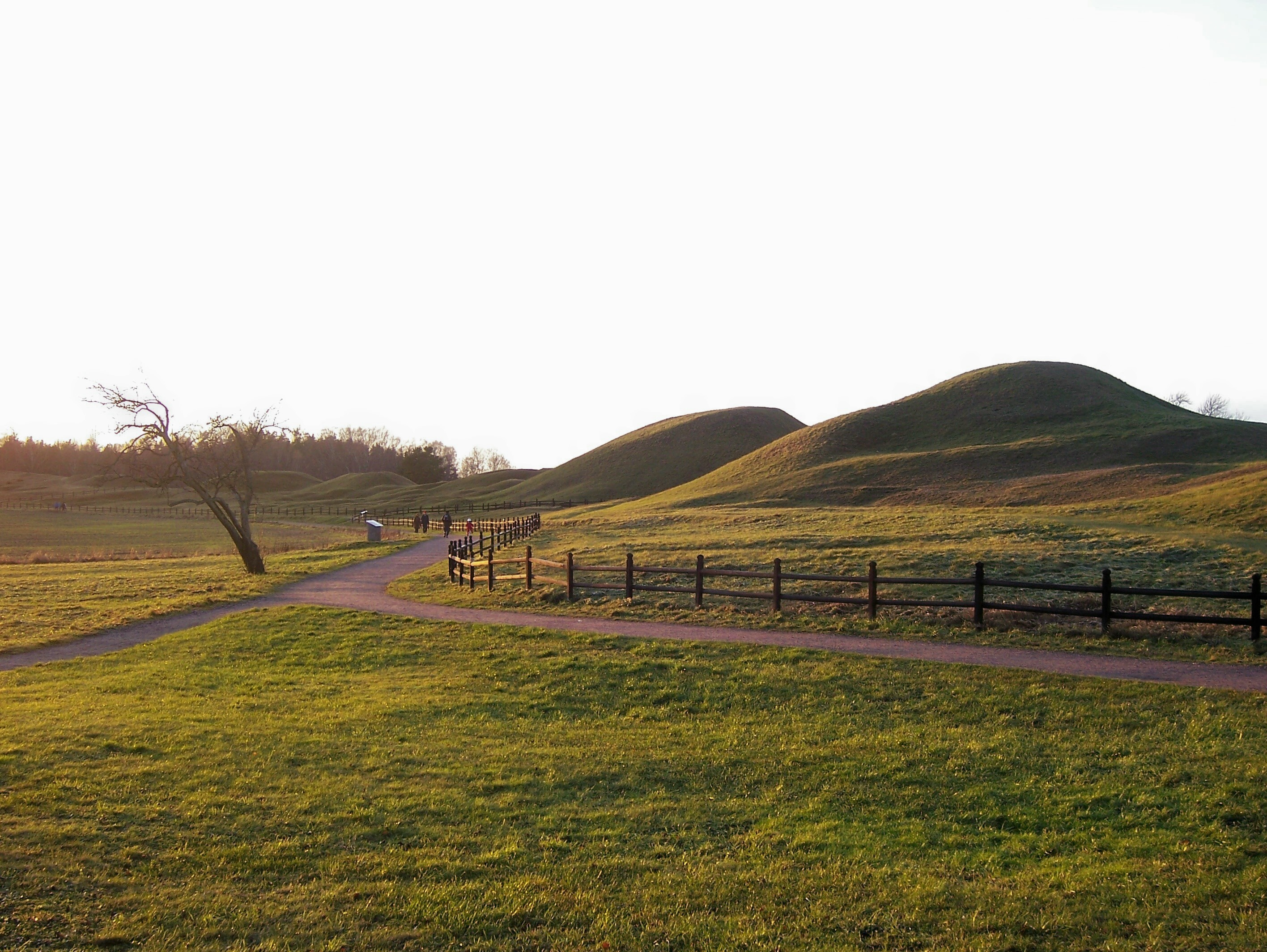
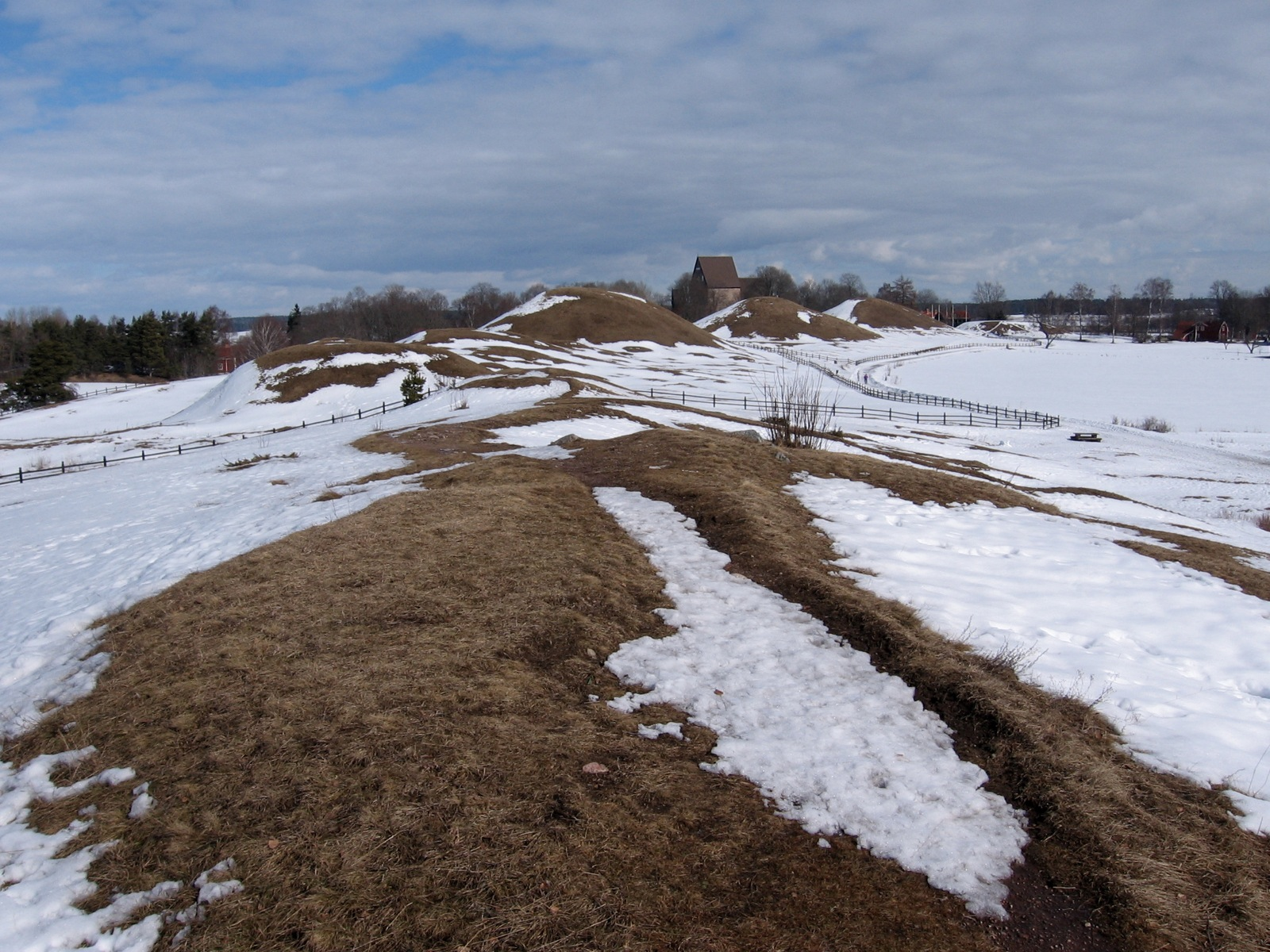